# Zbigniew Michałek
Zbigniew Michałek (ur. 18 sierpnia 1935 w Pszowie) – polski inżynier rolnik, działacz PZPR, sekretarz Komitetu Centralnego PZPR (1981–1990) i członek Biura Politycznego KC PZPR (1988–1990).

## Życiorys
Urodzony w rodzinie inteligenckiej, syn Karola i Marty. W 1958 ukończył Wyższą Szkołę Rolniczą w Krakowie. W latach 1958–1981 pracował w państwowych gospodarstwach rolnych w województwie opolskim, między innymi w latach 1958-1960 zastępca kierownika PGR w Wojnowicach, a w latach 1960–1969 kierownik, a następnie dyrektor klucza PGR w Rychnowie. W latach 1969–1981 był dyrektorem Kombinatu Rolnego w Głubczycach. Odbył praktykę rolną na Wydziale Mechanizacji Rolnictwa Uniwersytetu Purdue z siedzibą w West Lafayette w stanie Indiana (1965–1966).
Był radnym Gromadzkiej Rady Narodowej we wsiach Bukowa Śląska i Kamienna, a także radnym Powiatowej Rady Narodowej i Miejsko-Gminnej Rady Narodowej w Głubczycach (1962-1981).
Członek Związku Młodzieży Polskiej w latach 1949-1953, a od 1953 członek Polskiej Zjednoczonej Partii Robotniczej. Pełnił szereg funkcji partyjnych, był m.in. członkiem egzekutywy Komitetu Gminnego PZPR w Głubczycach (1979–1980), członkiem egzekutywy Komitetu Powiatowego PZPR w Namysłowie (1962-1969) oraz w Głubczycach (1971-1975), a także członkiem Komitetu Wojewódzkiego PZPR w Opolu (1980–1981).
Na IX Nadzwyczajnym Zjeździe PZPR w lipcu 1981 został wybrany na członka oraz sekretarza Komitetu Centralnego PZPR. Na X Zjeździe PZPR w lipcu 1986 został zastępcą członka Biura Politycznego KC PZPR, a w grudniu 1988 został członkiem Biura Politycznego KC PZPR. W latach 1981–1990 przewodniczący Komisji Rolnej KC PZPR. W kierowniczym gremium partii zasiadał aż do jej rozwiązania w styczniu 1990.

## Odznaczenia i nagrody
- Krzyż Komandorski Orderu Odrodzenia Polski
- Krzyż Kawalerski Orderu Odrodzenia Polski
- Złoty Krzyż Zasługi
- Srebrny Krzyż Zasługi
- Medal 40-lecia Polski Ludowej
- Medal jubileuszowy „Czterdziestolecia zwycięstwa w Wielkiej Wojnie Ojczyźnianej 1941–1945” (ZSRR, 1985)[1]
- Jubileuszowy Medal 100. Rocznicy Urodzin Georgi Dymitrowa (Bułgarska Republika Ludowa, 1983)[2]
- Nagroda „Trybuny Ludu” (1974) za inicjatywy społeczne[3].